# ジョン・パーカー・ヘイル

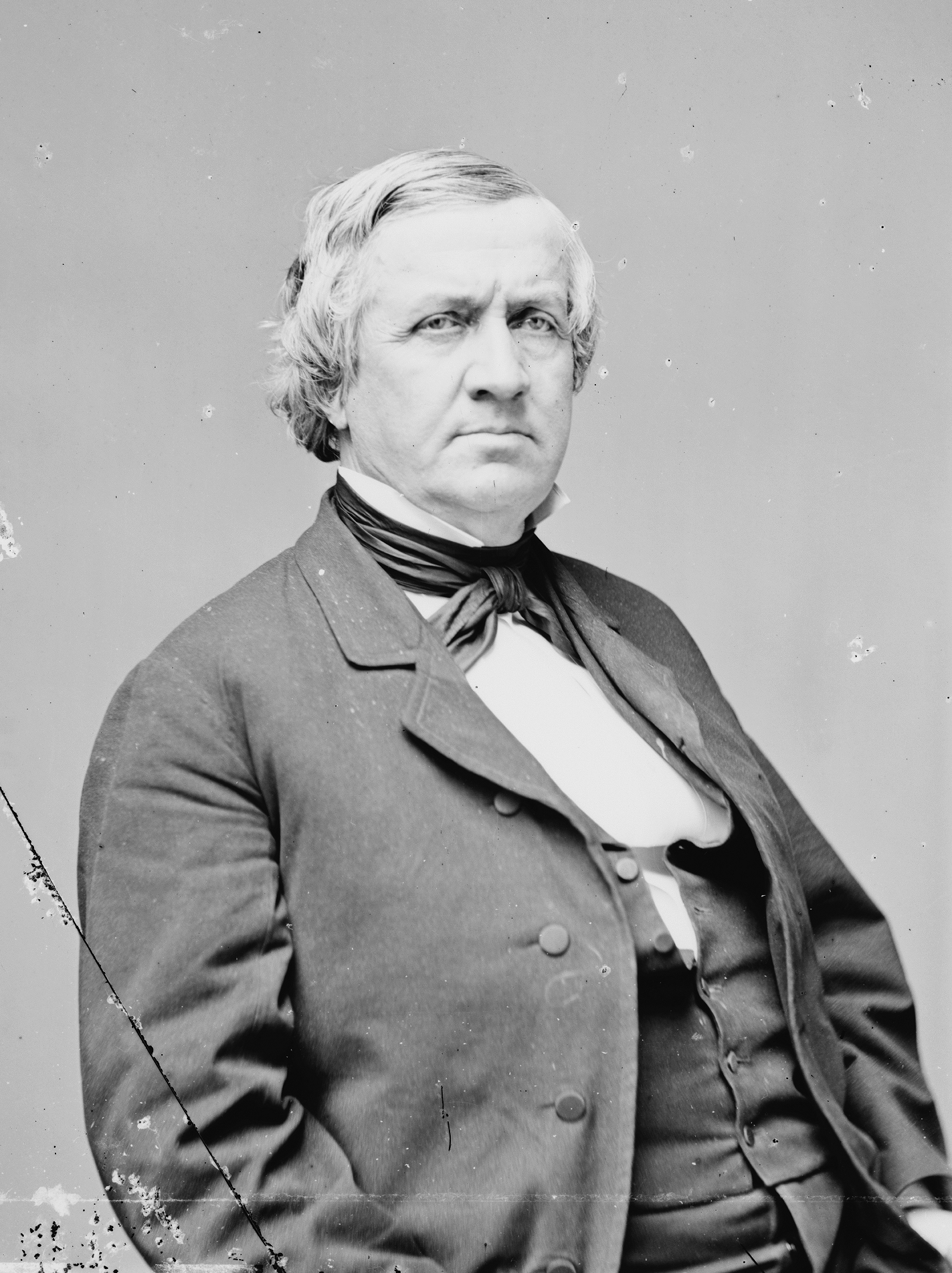
ジョン・パーカー・ヘイル

ジョン・パーカー・ヘイル（John Parker Hale, 1806年3月31日 - 1873年1月19日）は、アメリカ合衆国の政治家。ニューハンプシャー州下院議員（1832年）、連邦地方検察官（1834年-1841年）、連邦下院議員（1843年-1845年）、連邦上院議員（1847年-1853年、1855年-1865年）、駐フランス公使（1865年-1869年）を務めた。自由土地党で指導者的役割を果たし、1852年の大統領選挙に立候補した。

## 生涯
1806年3月31日、ヘイルはニューハンプシャー州ストラッフォード郡のロチェスターにおいて誕生した。ヘイルはフィリップ・エクセター・アカデミーで学び、1827年にボウディン大学を卒業した。ヘイルはその後司法試験に合格し、ニューハンプシャー州ドーバーに移り弁護士業を開業した。ヘイルの自邸は現在、ウッドマン協会の一部として管理され、地方美術館となっている。1834年、アンドリュー・ジャクソン大統領はヘイルをニューハンプシャー州地区担当の連邦地方検察官に任命した。ヘイルは1841年まで連邦地方検察官を務めた。
ヘイルは民主党に所属し、1842年に連邦下院議員に選出された。ヘイルは1843年3月4日から1845年まで1期2年、連邦下院議員を務めた。その後1846年、ヘイルは自由土地党の候補として連邦上院議員に選出された。ヘイルは1847年3月4日から1853年3月3日まで1期6年、連邦上院議員を務めた。上院においてヘイルは、米墨戦争に強く反対した議員の1人であった。後世、ヘイルは「奴隷解放を政治要綱として公に掲げた最初の上院議員」として考えられている。
ヘイルは1852年に自由土地党の候補としてアメリカ合衆国大統領選挙に立候補したが、民主党候補の政敵フランクリン・ピアースに敗れた。
1855年、ヘイルはチャールズ・アサートン死去に伴う欠員充当のため、連邦上院議員に選出された。ヘイルは1859年の改選でも再選し、最終的に1855年7月30日から1865年3月3日まで連邦上院議員を務めた。ヘイルは共和党に加わり、1862年まで共和党上院議員総会議長を務めた。
エイブラハム・リンカーン大統領はヘイルを駐スペイン公使に指名し、ヘイルは1865年から1869年まで公使職を務めた。
上院議員退任後、ヘイルはニューハンプシャー州ドーバーに帰郷した。1873年11月19日、ヘイルはドーバー市内で死去した。ヘイルの遺体はドーバー市内にあるパインヒル墓地に埋葬された。

## 家族
ジョン・パーカー・ヘイルの父親は、同名のジョン・パーカー・ヘイル (John Parker Hale)、母親はリディア・クラークソン・オブリエン (Lydia Clarkson O'Brien) であった。ヘイルはルーシー・ランバート (Lucy Lambert) と結婚し、以下の子供をもうけた。
1. ルーシー・ランバート・ヘイル (Lucy Lambert Hale, 1842-1915)